# Johann Lämmel
Johann Lämmel, auch Johannes Lemmel und ähnlich (* 18. April 1644 in Neukirchen; † 26. Mai 1705 in Leipzig), war ein königlich-polnischer und kurfürstlich-sächsischer Geheimer Rat und Generalkriegszahlmeister sowie Rittergutsbesitzer.

## Leben

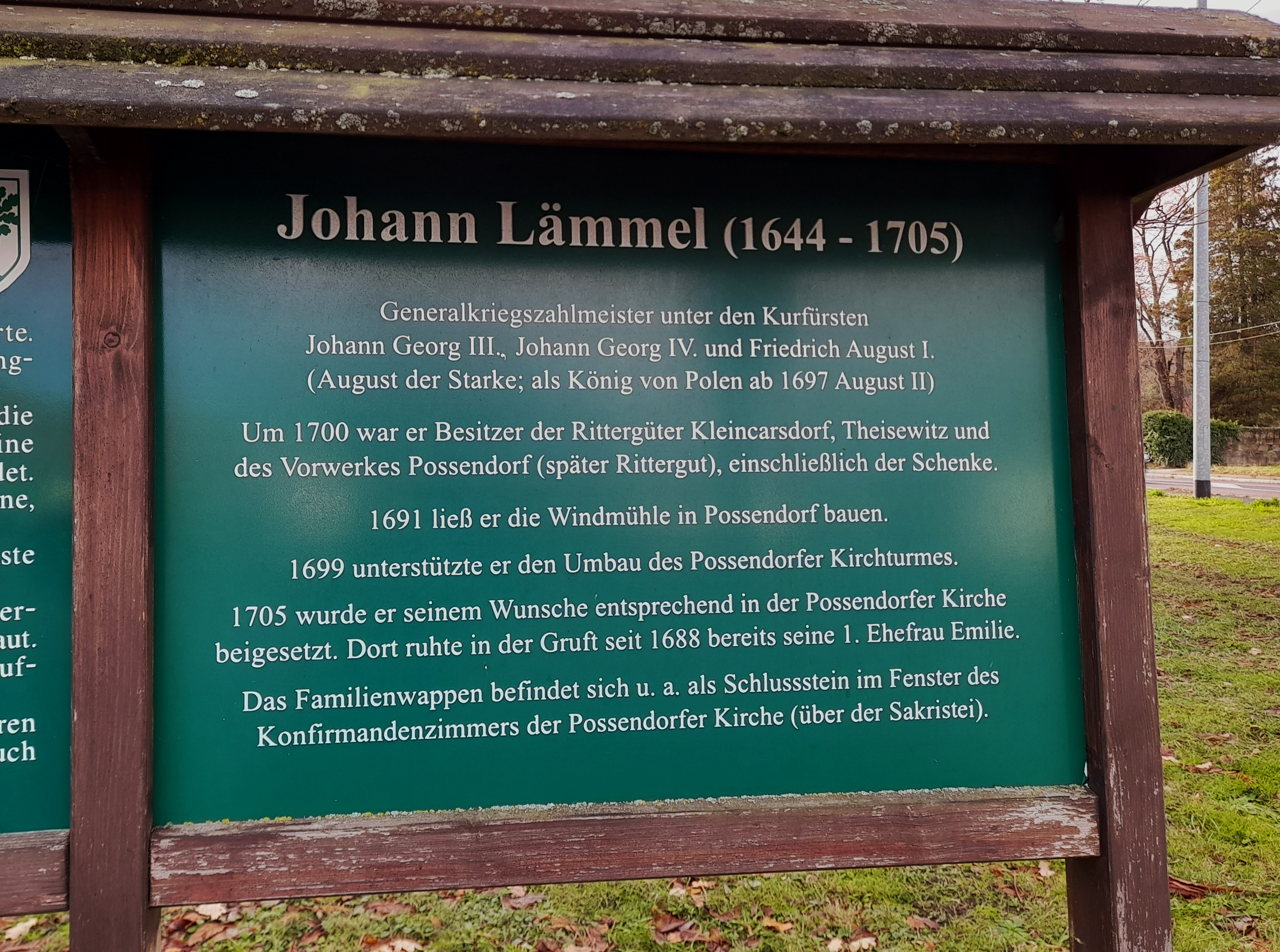
Possendorf (Bannewitz), Infotafel Johann Lämmel

Er war der Sohn des Mälzers Hans Lemmel und dessen Ehefrau Anna geborene Neubert, die die Tochter des Gärtners auf dem Rittergut Neukirchen/Erzgeb. war. Auf diesem Rittergut wurde Johann Lämmel geboren und einen Tag später kirchlich getauft. Seine Eltern gaben ihm Schulunterricht, bevor er 1656 zur Lehre zu einem Handelsmann nach Leipzig geschickt wurde. Durch Vermittlung seines Schwiegervaters, des königlich-schwedischen Regimentsquartiermeisters Benedict Thomae, erhielt Johann Lämmel vermutlich eine Stelle am Hof in Dresden, wo er 1680 zum Generalkriegszahlmeister ernannt wurde. Als solcher erwarb er u. a. das Rittergut Kleincarsdorf bei Possendorf, das er zu seinem Lebensmittelpunkt machte.
Johann Lämmel beteiligte sich 1683 am Türkenkrieg und nahm an der Schlacht am Kahlenberg in der Nähe von Wien teil. Außerdem beteiligte er sich 1690 am Pfälzer Erbfolgekrieg.
In der Folgezeit trug Johann Lämmel wesentlich dazu bei, dass der sächsische Kurfürst August der Starke die polnische Königskrone erwerben konnte. Dafür stand er am Dresdner und Warschauer Hof in hohem Ansehen. 
Im Jahre 1703 erteilte der König-Kurfürst August der Starke ihm den Auftrag, auf staatliche Kosten in der Stadt Olbernhau im Erzgebirge eine Gewehrfabrik nach Art der in Suhl befindlichen Fabriken zu errichten. Lämmel warb dazu Spezialisten aus dem Ausland an, insbesondere Rohrschmiede und Büchsenmacher, und brachte sich auch persönlich in das florierende Waffengeschäft ein, das auch für ihn Gewinne abwarf. Allerdings konnte er sich nur kurz daran erfreuen. Er starb während eines Besuches der Leipziger Frühjahrsmesse 1705.